# Jules Tailhan
Jules Tailhan, né à Limoux le 16 janvier 1816 et mort à Paris le 26 juin 1891, est un historien français spécialiste des Espagnes médiévales.
Il fut notamment professeur au collège jésuite de Brugelette, en Belgique, à l'Université Laval, au Canada, et bibliothécaire à l'École Sainte-Geneviève à Paris.
Il a publié les Mémoires de Nicolas Perrot.

## Publications sélectives
- Les Espagnols chrétiens du haut Moyen Âge, Paris, 1870
- Espagnols et Wisigoths avant l'invasion arabe, Paris, 1881
- La Ruine de l'Espagne gothique (549-713), Paris, 1882
- Anonyme de Cordoue. Chronique rimée des derniers rois de Tolède et de la conquête d'Espagne par les Arabes, éd. et annotée par Jules Tailhan, Paris, 1885 (lire en ligne)